# Lisa Reichenbach
Lisa Reichenbach (* 23. Juni 1993 in Zwenkau) ist eine deutsche Fußballspielerin. Seit dem 1. Juli 2024 ist sie ohne Verein.

## Spielerkarriere

### Vereine
Lisa Reichenbach startete ihre Karriere beim FC Sachsen Leipzig und spielte anschließend beim Leipziger FC 07. Im Sommer 2010 wechselte sie zu Lok Leipzig, wo sie in ihrer ersten Saison in der 2. Mannschaft spielte, bevor Reichenbach im Winter 2011/12 in die erste Mannschaft aufrückte. Sie feierte mit dem Team in der Saison 2010/11 den Aufstieg in die Bundesliga und feierte am 6. November 2011 für Lok Leipzig ihr Debüt in der Frauen-Bundesliga beim 1:0-Sieg über den FF USV Jena. Nach nur einer Saison steig sie mit den 1. FC Lokomotive Leipzig wieder in die 2. Bundesliga ab. Im Sommer 2013 wechselte die Frauenabteilung des 1. FC Lokomotive Leipzig einschließlich Reichenbach geschlossen zum neu gegründeten FFV Leipzig. Mit dem FFV Leipzig stieg sie 2016 aus der 2. Bundesliga ab, bevor sie sich dem RB Leipzig anschloss. Für den Verein betritt sie vom 2. April 2018 (14. Spieltag) bis zum 8. März 2020 (15. Spieltag) in 40 Punktspielen in der drittklassigen Regionalliga Nordost zum Einsatz, in denen sie 13 Tore erzielte. Mit der regionalen Meisterschaft am Saisonende 2019/20 stieg sie mit ihrer Mannschaft in die 2. Bundesliga auf und wurde in dieser Spielklasse an den ersten drei Spieltagen eingesetzt. Nur eine Woche später bestritt sie ein Punktspiel für die Zweitvertretung; das Heimspiel gegen die Zweitvertretung des FC Carl Zeiss Jena wurde am 6. Spieltag mit 1:0 bezwungen. Sie bestritt weitere 21 Punktspiele in den folgenden zwei Saisonen, in denen ihr neun Tore gelangen.

### Erfolge
- Meister Regionalliga Nordost 2020 und Aufstieg in die  2. Bundesliga, Staffel Nord
- Sachsenpokal-Sieger 2023 (mit RB Leipzig II)

## Trainerkarriere
Neben der aktiven Spielerkarriere ist sie Trainerin an der Oleo-Fußballschule in Eutritzsch.